# Alekszandr Alekszandrovics Dejneka
Alekszandr Alekszandrovics Dejneka (oroszul: Александр Александрович Дейнека; Kurszk, 1899. május 20. – Moszkva, 1969. június 12.) szovjet-orosz festő, grafikus és szobrász. A szocialista realizmus képviselője. Kitüntetett művész: A Szovjetunió népművésze (1963), a Szovjet Művészeti Akadémia tagja (1947, alelnök 1962–1966), a Szocialista Munka Hőse (1969). Az SZKP tagja 1960-tól haláláig.

## Életpályája
Apja vasúti munkás volt. Dejneka Harkovban tanult, 1918-ban belépett a Vörös Hadseregbe. A hadseregben fotós és tudósító volt. 1920-ban a moszkvai iparművészeti és képzőművészeti főiskolára küldte tanulni a hadsereg. Jeles festőkkel és a költő Majakovszkijjal ismerkedett meg. Az 1920-as évek elején folyóiratokat illusztrált. 
1924-ben forradalmi festészeti témájú kiállítása volt Andrej D. Goncsarovval és Jurij Ivanovics Pimenovval. Monumentális történelmi festményeket alkotott (Pétervár védelme /1928, A Fegyveres Erők Központi Múzeuma, Moszkva/; Moszkva széle, 1941 (1941, Állami Tretyjakov Galéria); Szevasztopol védelme /1942. Orosz Múzeum, Szentpétervár/, stb.). Változatos témákat dolgozott fel, főleg a szovjet iparosítás témáit, például Új erőművek építése, lírai témák: Az anya (1932), A jövő pilótája (1938), a két utóbbi festményt az Állami Tretyjakov Galéria őrzi. Szovjet emberek portréit festette, megelevenítette a kreativitást, a sportokat, a mozgást, a művelődést, az olvasást. 1934–35-ben járt az Amerikai Egyesült Államokban, Franciaországban és Olaszországban, ezen útjaihoz is fűződnek képek, például Utca Rómában (1935, Állami Tretyjakov Galéria).
Középületeket díszített freskókkal és mozaikokkal, köztük a moszkvai Kremlben megalkotta Jó reggelt, Jégkorong, Vörös Gárda, Fejőlány című freskóit 1959–62 közt. Moszkvai köztéri alkotásaiért Lenin-díjjal tüntették ki 1964-ben. 1940-től ipari, építőipari és képzőművészeti iskolákban tanított. 
Igen termékeny alkotó volt, nagy átéléssel rajzolt és festett, a szimbolizmus és a 20. század elejének posztimpresszionizmusa, s a német expresszionizmus nem olvadt fel nála teljességgel az ún. szocialista realizmusban. Sztálin halála után kivált nagy figyelemmel fordultak alkotásai felé a fiatalok. (A kor szellemének megfelelően elsietett, sematikus képek az ő - egyéb irányban nagyon figyelemre méltó - repertoárjában is akadnak.)

## Emlékezete
Moszkvában Lenin születése 100. évfordulójának tiszteletére (1970) emlékbélyeget nyomtattak Dejneka festményének reprodukciójával, Dejneka halálának 30. évfordulóján (1999) pedig postai levelezőlapot adtak közre Dejneka arcképével és egyik sportolókról készített festményének reprodukciójával.

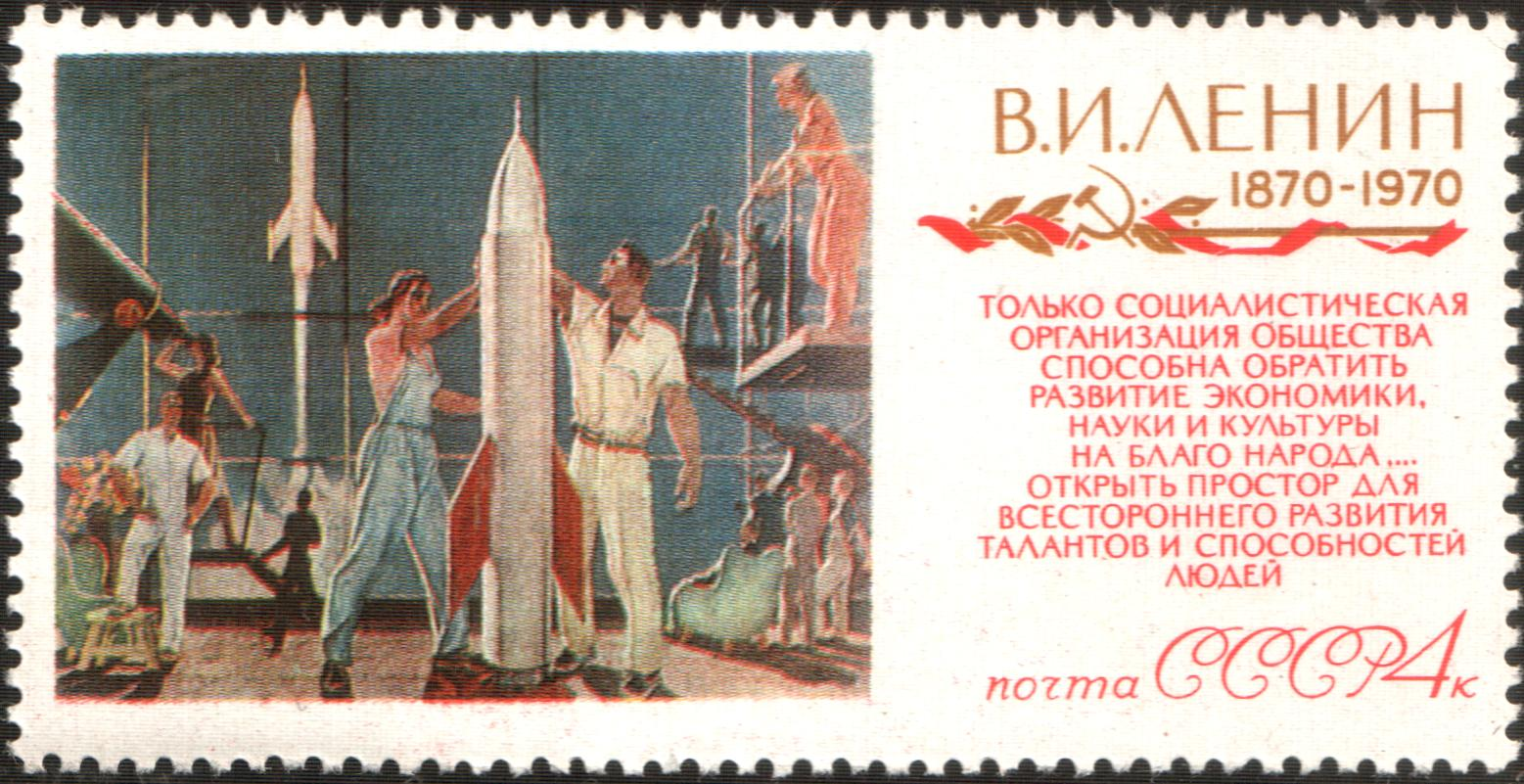
Postai emlékbélyeg Dejneka festményével (1970)
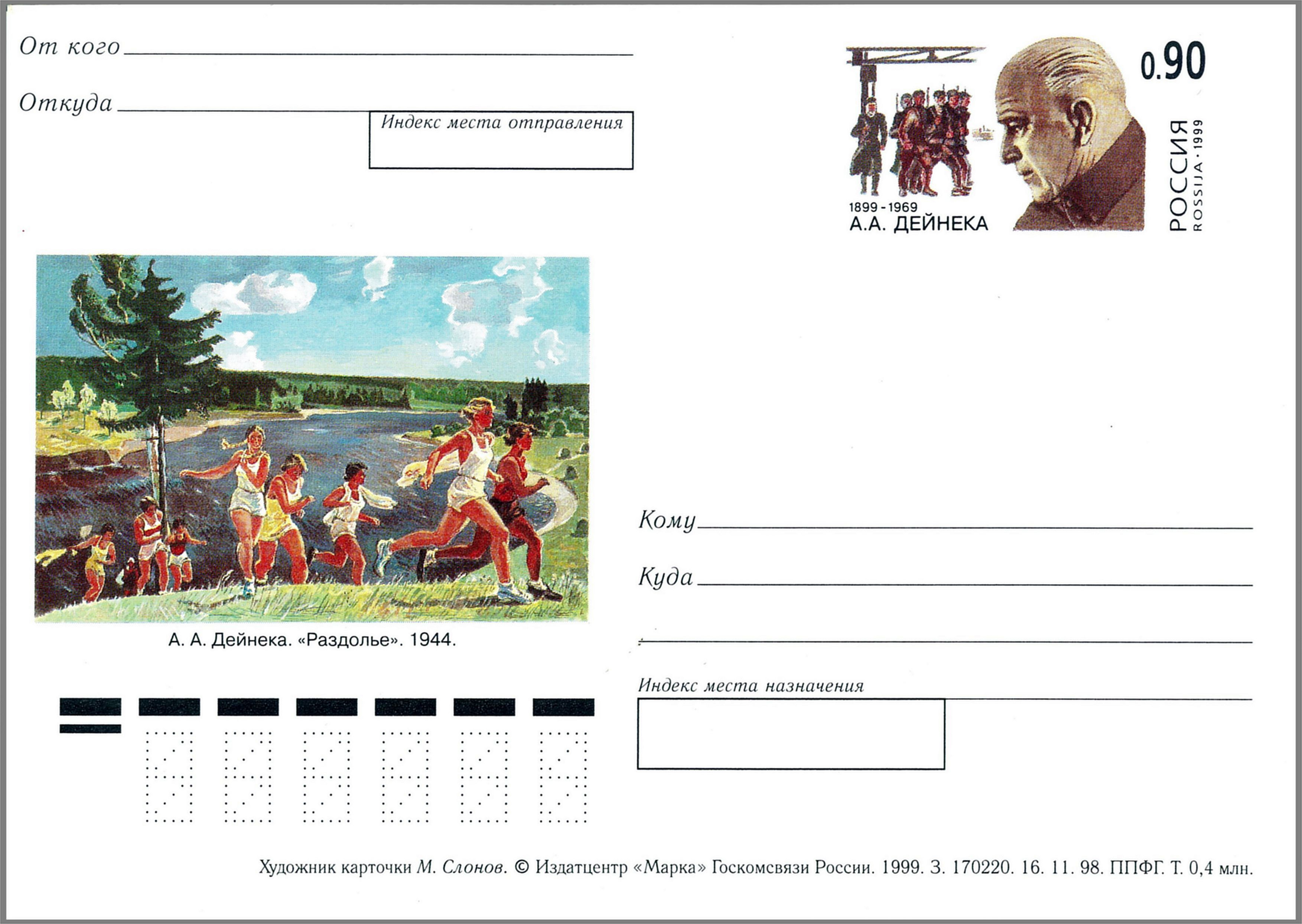
Postai levelezőlap (1999)